# Добрый день, майор Гагарин
«Приветствие астронавтам» (чеш. «Pozdrav astronautovi») (известная также как «Посвящение астронавтам» (чеш. «Pocta astronautovi» и «Добрый день, майор Гагарин» (чеш. «Dobrý den, majore Gagarine») — чешская эстрадная песня 1961 года, посвящённая первому космическому полёту Юрия Алексеевича Гагарина.

## История
12 апреля 1961 года джаз-оркестр Густава Брома находился в чешском городе Острава. Как рассказывает председатель чешской ассоциации русистов Иржи Клапка, который узнал позднее эту историю:
В тот день они записывались на остравском радио, и вдруг услышали, что первый человек полетел в космос. Так возникла идея написать текст и музыку. Уже через час Густав Бром, дирижёр этого замечательного оркестра, напел мелодию, и она прозвучала на радио. Вечером у них был концерт в Остраве; появились машины чехословацкого телевидения. Брома попросили исполнить эту песню в прямом эфире для телевидения. К сожалению, он еще не знал текста песни наизусть, поэтому они взяли школьную доску, написали на ней текст, поставили доску за камеру и так получилось первое официальное исполнение этой песни.
Слова песни написал редактор Остравского радио Павел Пацл, во время обеденного перерыва, а музыку к песне - Яромир Гниличка, трубач оркестра Густава Брома с 1955 года.
По словам Павела Пацла, он не ожидал, что песня станет настолько популярной в ЧССР. Когда Пацл, как редактор радио, несколько лет спустя посетил Москву, он встретился с Юрием Гагариным. «Когда меня представили Гагарину, он сразу понял кто я, потому что песня была известна и в Советском Союзе, хотя там, конечно, её играли не так часто, как у нас. Гагарин произвёл на меня, в отличие от окружавшей меня официальности, впечатление очень скромного, душевного и очень приятного человека».
В новогоднем выпуске советской телепередачи «Голубой огонек» в 1963 году песню исполнили певица Габриэлла Германи и вокальный ансамбль с оркестром Густава Брома, поздравив, таким образом, телезрителей с Новым годом.

## Текст песни (отрывок)
Добрый день, майор Гагарин,

Наконец-то мы дождались,

Целый мир поднял за вас бокал красного вина,

И люди снизу махали вам рукой.

Припев:

Летите, пожалуйста, на Луну,

Летите к звёздам,

И сегодня все мы хотим вам сказать,

Что скоро и мы будем с вами.
Оригинальный текст (чешск.)Dobrý den, majore Gagarine,

tak jsme se tedy už dočkali,

celý svět připil vám rudým vínem,

lidé vám ze zdola mávali.

Vyřiďte, prosím, na Měsíci,

vyřiďte mezi hvězdami,

co chceme všichni dneska říci,

že přijdem brzo za vámi.

## Издания
Оркестр Густава Брома записал песню 15 апреля 1961 года в студии Чешского радио. Эта запись была издана чешской фирмой «Supraphon» (матричный номер 45/SP-0481, каталожный № 013422). На оборотной стороне грампластинки-сингла — речь Юрия Гагарина после космического полёта и песня другого исполнителя, также посвящённая первому космонавту. Песня была переиздана позднее на грампластинке с каталожным № 014035.

## Факты
- В 1968 году, в ответ на ввод советских войск в Чехословакию, композитор песни Яромир Гниличка отказался от авторских прав на произведение[8].

Конечно, я был в ярости, когда всё заполитизировалось. А когда наши лучшие друзья нас ещё и «освободили» в августе 1968, я официально отказался от авторских прав. 
Оригинальный текст (чешск.)Samozřejmě jsem zuřil, když se to pak zpolitizovalo. A když nás v srpnu 1968 ještě navíc naši nejlepší přátelé osvobodili, autorství jsem oficiálně zrušil.

- Песню с похожим названием — «Приветствие Гагарину» (чеш. «Pozdrav Gagarinovi») — записал в 1961 году на Пражском радио певец Иржи Сухи в сопровождении оркестра Фердинанда Гавлика[чеш.] для театра «Семафор[англ.]». Иржи Сухи написал её в соавторстве с композитором Иржи Шлитром[чеш.][9].